# Bab el-Tabbaneh
Bab el-Tabbaneh (arabisch باب التبانة Bab at-Tabbana, DMG Bāb at-Tabbāna) ist ein Stadtteil der Hafenstadt Tripolis im Libanon. Dort wohnen hauptsächlich Sunniten. Bab el-Tabbaneh liegt nahe der Innenstadt und gilt als eines der ärmsten Viertel der Stadt.
Gleichzeitig ist Tabbaneh Geburtsort des Alawitenführers Ali Eid.